# Falco longipennis
Falco longipennis е вид птица от семейство Соколови (Falconidae).

## Разпространение
Видът е разпространен в Австралия, Индонезия, Източен Тимор и Папуа Нова Гвинея.